# 第155独立機械化旅団 (ウクライナ陸軍)
第155独立機械化旅団（だい155どくりつきかいかりょだん、ウクライナ語: 155-та окрема механізована бригада）は、ウクライナ陸軍の旅団。西部作戦管区隷下。

## 概要

### ロシアのウクライナ侵攻

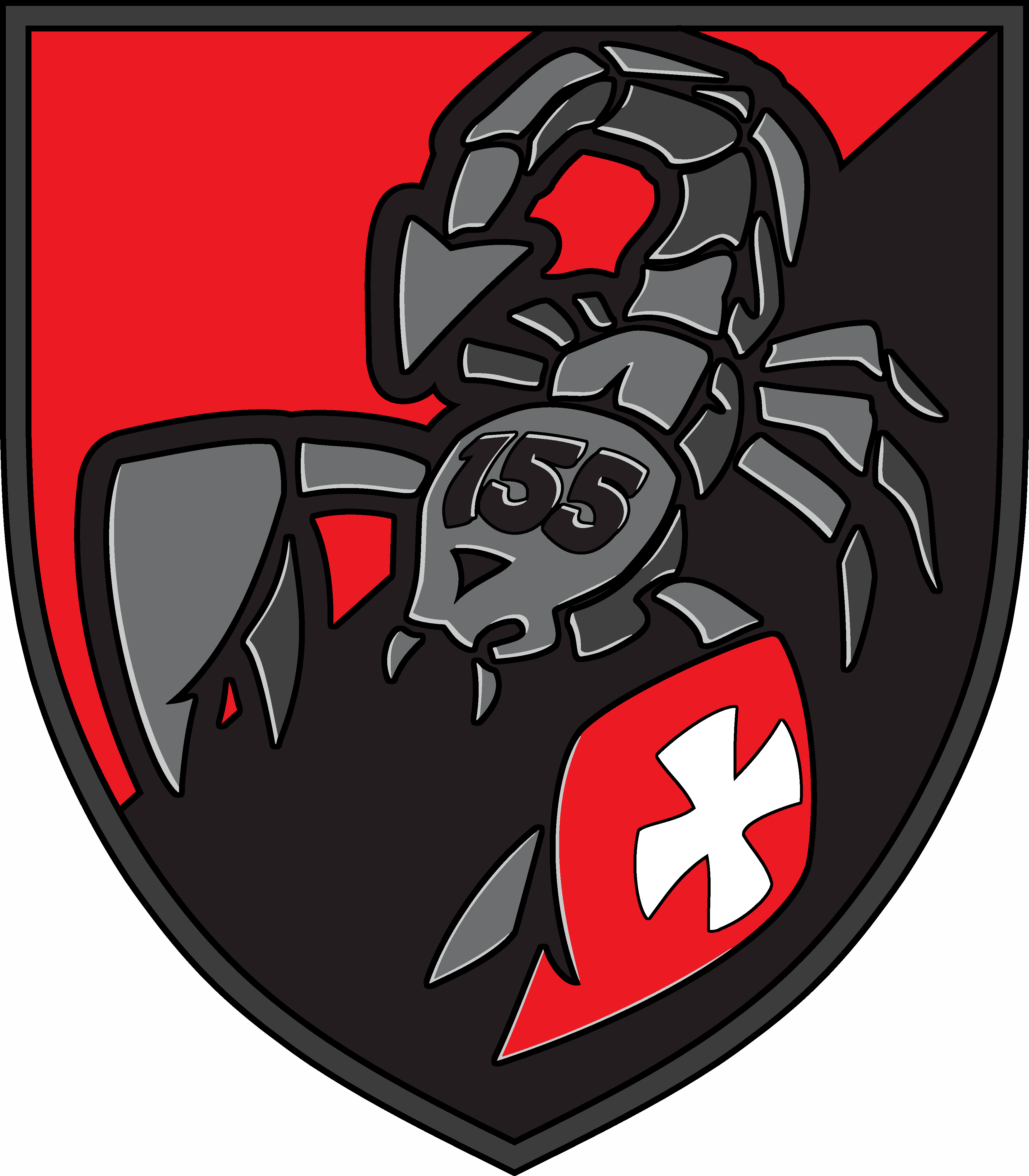
2025年まで使用されていた旧第155独立機械化旅団章

2024年5月、ロシアのウクライナ侵攻の影響に伴い、経験豊富な将校と動員兵を基幹に第155独立歩兵旅団としてリウネ州で創設された。旅団番号150番台の部隊は多くが新兵でアメリカ合衆国の軍事支援停止時期とも重なったため、編成完結までに半年以上の期間を要した。
2024年9月、機械化に伴い、第155独立機械化旅団に改編された。ドイツ供与のレオパルト2A4が配備された。
AFPBBは2025年1月3日、同旅団の1700人以上の兵士が逃走したとの報道を受け、ウクライナ国家捜査局が脱走と職権乱用の容疑で捜査を開始。また、第155独立機械化旅団は事実上解体され、人員は他の部隊に配属されたとする議員の説明を報じた。同月20日、12月に解任されたドミトロ・リュムシン元旅団長が部隊の脱走に反応しなかったこと、意欲のない軍人からフランスへの渡航リストを作成した疑いで拘束され、2日後に逮捕された。

## 編制
- 旅団司令部（リウネ）
- 第1機械化大隊
- 第2機械化大隊
- 第3機械化大隊
- 戦車大隊
- 小銃大隊
- 旅団砲兵群
  - 本部中隊
  - 第1自走砲大隊
  - 第2自走砲大隊
  - ロケット砲大隊
  - 対戦車砲大隊
- 防空大隊

- 工兵大隊
- 整備大隊
- 兵站大隊
- 偵察中隊
- 電子戦中隊
- 通信中隊
- レーダー中隊
- NBC防護中隊
- 衛生中隊